# صقر عجيل
صقر عجيل (من مواليد 10 تموز 1993 في واسط )، هو لاعب لمنتخب العراقي لكرة القدم والذي يلعب في مركزحارس مرمى مع منتخب الاولمبي العراقي ومع منتخب الشباب العراقي وكذلك مثل عديد من اندية العراقية.

## حياته
لعب مع نادي أمانة بغداد لكرة القدم. وكان قد تعرض لإصابة منعته من تمثيل المنتخب العراقي الاولمبي في مونديال تركيا. ولعب أيضا في كأس آسيا للشباب في عام 2012 في الإمارات. وحصل مع منتخب بلاده على القلادة الفضية.
مثل صقر عجيل عدة أندية عراقية، منها نادي السماوة وكذلك نادي الميناء وانتقل إلى نادي بغداد حاليا، حيث أطلق عليه لقب «صقر طيار» وذلك راجع لطريقته لصده الكرات في مركز حارس المرمى، ولايزال هذا الحرس نشطا في اللعب حتى الآن.